# 青田絹江
青田 絹江（あおた きぬえ、1962年11月28日 - ）は、日本のオルガン奏者。

## 人物
福島県南相馬市出身。国立音楽大学器楽学科オルガン専攻を首席で卒業、卒業時武岡賞受賞。吉田實に師事した。1986年に渡仏し、1989年にリヨン国立高等音楽院（CNSMD de Lyon）を1等賞で卒業する。グザヴィエ・ダラスに師事した。チェンバロ及びオルガンの歴史的奏法をヤン・ウィレム・ヤンセンに師事した。1989年から1990年にウィーン国立音楽大学でミヒャエル・ラドゥレスクに師事の後、パリ国立高等音楽院（CNSMD de Paris） cycle de perfectionnementに入学する。在学中、同音楽院奨学生として、ミラノでイタリア・ルネサンス、バロック音楽の研鑽を積み、1992年に同課程を修了する。ミシェル・シャピュイ、オリヴィエ・ラトリーに師事した。
留学中よりフランス、イタリア、ドイツ、ベルギー、オランダ等でソロリサイタル、音楽フェスティヴァルに招かれ、オルガン披露演奏、現代曲の初演も数多い。1993年に帰国後は、NHK-FMの番組出演、国内外各地で演奏活動を続けている。
2013年12月24日、バチカンのサンピエトロ大聖堂で行われたクリスマスイブのミサで奏楽をした。イブのミサで日本人が奏楽するのはこれが初めてであった。。
所沢市民文化センター・オルガン講師を経て、国立音楽大学及び宮城学院女子大学で非常勤講師として後進の指導にあたった。

## 所属
- 東京カテドラル聖マリア大聖堂（カトリック関口教会）オルガニスト[2]
- 日本オルガニスト協会会員
- 日本オルガン研究会会員

## 受賞歴
- 1988年 - 第1回武蔵野市国際オルガンコンクール入選、武蔵野市長奨励賞受賞
- 1989年 - トゥールーズ国際オルガンコンクール第2位入賞[7]